# Apogon ocellicaudus
Apogon ocellicaudus är en fiskart som beskrevs av Allen, Kuiter och Randall, 1994. Apogon ocellicaudus ingår i släktet Apogon och familjen Apogonidae. Inga underarter finns listade i Catalogue of Life.